# 短尾中肢水蚤
短尾中肢水蚤（学名：Mesorhabdus brevicaudatus）为異肢水蚤科中肢水蚤屬下的一个种。其种加词“brevicaudatus”意为“短尾的”。